# Колосовы
Колосовы — деревня в Котельничском районе Кировской области в составе Спасского сельского поселения.

## География
Располагается на расстоянии менее 1 км на запад от центра поселения села Спасское.

## История
Известна с 1873 года как починок Сарауловский или Колосовы, в котором отмечено дворов 4 и жителей 27, в 1905 2 и 15, в 1926 (уже деревня Колосовы или Сарауловский) 2 и 8, в 1950 4 и 12, в 1989 проживало 20 человек. Нынешнее название утвердилось с 1939 года.

## Население
Постоянное население  составляло 36 человек (русские 100%) в 2002 году, 22 в 2010.